# Sionistas Gerais
Os Sionistas Gerais (em hebraico: הַצִיּוֹנִים הַכְּלָלִיים ou HaTzionim HaKlaliym) foi um partido político de Israel, que existiu até 1961.
O partido foi fundado em 1922, e, após a criação do Estado de Israel, em 1948, tornou-se um dos maiores partidos de oposição à hegemonia do Mapai, partido de centro-esquerda.
Os Sionistas Gerais eram um partido que procurava unir o eleitorado de classe média, em torno de um forte anti-socialismo, defesa do mercado livre e da propriedade privada, a não intervenção do Estado na economia e o liberalismo económico.
Em 1961, o partido juntou-se ao Partido Progressista para dar origem ao Partido Liberal.

## Resultados eleitorais
| Data | Votos   | %          | +/-  | Deputados | +/- | Status   |
| ---- | ------- | ---------- | ---- | --------- | --- | -------- |
| 1949 | 22 661  | 5,2 (5.º)  |      | 7 / 120   |     | Oposição |
| 1951 | 111 394 | 16,2 (2.º) | 11,0 | 20 / 120  | 13  | Oposição |
| 1955 | 87 099  | 10,2 (3.º) | 6,0  | 13 / 120  | 7   | Oposição |
| 1959 | 59 700  | 6,2 (5.º)  | 4,0  | 8 / 120   | 5   | Oposição |